# Милева Алимпић
Милева Вукомановић, удата Алимпић (Срезојевци, 1833—1914) била је ћерка Петра Вукомановића, брата кнегиње Љубице, и Василије Вукомановић. 

## Биографија
Након Петрове смрти кнегиња Љубица је преузела бригу о Милеви, што је као последицу имало то да она буде васпитана у дворским условима.
За генерала Ранка Алимпића удала се 1852. године. Нису имали деце. 
Године 1904. подигла је нову, зидану припрату Цркве Светог Саве на Савинцу, у којој се налазе земни остаци чланова породице Вукомановић.  Окупила је мајсторе, преправила стару дрвену цркву, обновила старе спомен-плоче породице Обреновић и Вукомановић из Срезојеваца, и притом их све сахранила у дозиданом делу цркве. Такође је заслужна за проучавање историјата породице Вукомановић јер је својим белешкама сачувала од заборава податке о њиховом пореклу (Метохија, Никшић, Страгари, Срезојевци).

### Књижевни рад
О супругу Ранку објавила је посмртну грађу под насловом „Живот и рад генерала Ранка Алимпића – у вези с догађајима из новије српске историје” 1892. године. Током времена власти Александра Карађорђевића, њихов стан у Београду био је средиште окупљања обреновићеваца.
Поред књиге о супругу, објавила је и биографски текст о кнегињи Љубици (Српска црква, календар за редовну 1910. годину), као и рад о убиству Петрије Пљакић, љубавнице кнеза Милоша, који се чува у Архиву САНУ. Поред тога, сарађивала је у Малим новинама, Вечерњим новостима и Штампи.
Под ознаком „књижевник” Милева Вукомановић добила је посебну одредницу и у најновијој Српској енциклопедији (2010).